# Mentirosa
«Mentirosa» es una canción de la agrupación mexicana de rock Elefante, incluido en su tercer álbum de estudio Elefante y lanzado como el sencillo principal del álbum a través de la discográfica Sony Discos. La canción fue escrita por Rafael López Arellano.

## Lista de canciones

### CD - Promo[5]
| Mentirosa — Single |             |          |  |
| N.º                | Título      | Duración |  |
| 1.                 | «Mentirosa» | 4:22     |  |

### Descarga digital[6][7]
| Mentirosa — Single |                                          |          |  |
| N.º                | Título                                   | Duración |  |
| 1.                 | «Mentirosa (feat. Los Socios del Ritmo)» | 4:22     |  |

## Créditos y personal
- Jorge Guevara - Vocales, coros, líricas, arreglos, guitarra acústica
- Rafael López Arellano - Guitarra eléctrica, arreglos
- Flavio López Arellano "Ahis" - Guitarra acústica, arreglos
- Luis Portela "Gordito Tracks"- Bajo, teclados, arreglos
- Iván Antonio Suárez "Iguana"- Batería, arreglos

## Posiciones en las listas
| Listas                                     | Posición |
| ------------------------------------------ | -------- |
| Estados Unidos Billboard Hot Latin Tracks  | 15       |
| Estados Unidos Billboard Latin Pop Airplay | 3        |